# Pauline Hall (Komponistin)

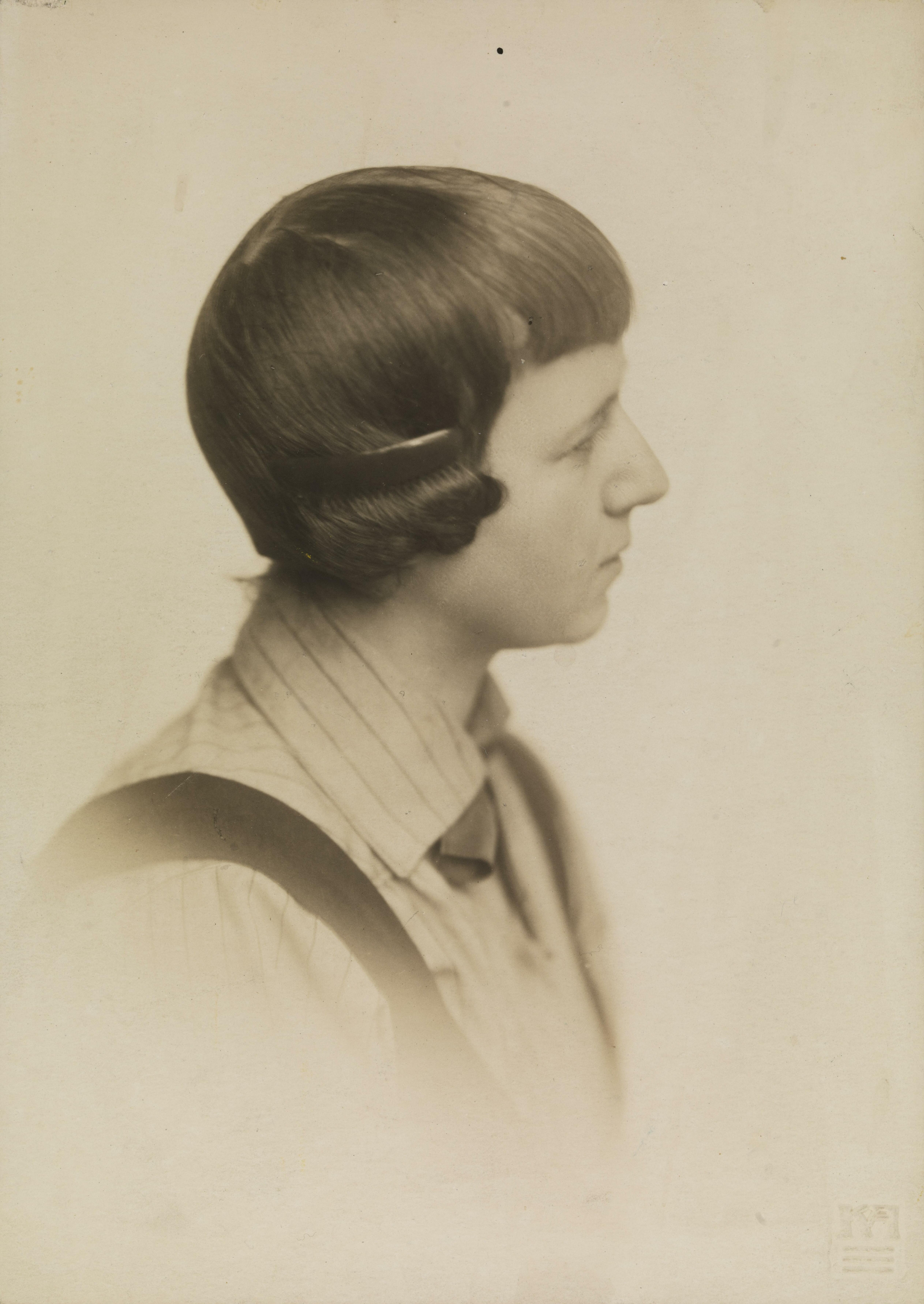
Pauline Hall

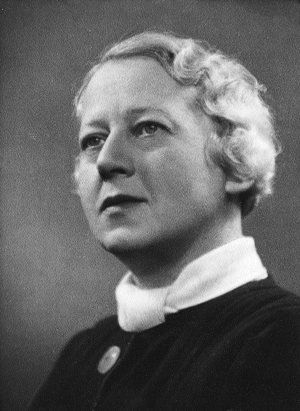
Pauline Hall

Pauline Hall (geb. 2. August 1890 in Hamar (Hedmark); gest. 24. Januar 1969 in Oslo) war eine norwegische Komponistin, Arrangeurin und Musikkritikerin.

## Leben
Von 1909 bis 1914 studierte sie Komposition in Oslo, mit einer Unterbrechung in Paris von 1912 bis 1913. Der Einfluss der französischen Musik (vor allem Claude Debussy und Maurice Ravel) und der französischen Kultur im Allgemeinen war für Hall entscheidend. So ist eines ihrer wichtigsten Werke die Verlaine-Suite für Orchester (1929). Viele Jahre schrieb sie auch als Musikkolumnistin für das Dagbladet, eine der größten Zeitungen Norwegens. 1938 gründete und leitete sie die Norwegische Gesellschaft für Neue Musik (Ny Musikk), d. h. die norwegische Sektion der Internationalen Gesellschaft für Neue Musik IGNM/ISCM und stand dieser bis 1961 vor. 1952–53 präsidierte sie im Kollektiv zusammen mit Benjamin Frankel, Stanley Glasser, Carlos Riesco und Lex van Delden
die ISCM.

Auf die Frage, wovon sie lebe, gab sie einmal zur Antwort: 

„Ja, vom Übersetzen von Schlagertexten, von Musik zu Radiosendungen für Kinder, von musikalischen Arrangements in den komischsten Formen, von Zeitungsartikeln und Übersetzungen, vom Korrepetieren und Sprechen im Radio, vom Dirigieren eines Vokalquintetts. Kurz gesagt, von allem anderen, nur nicht vom Komponieren. Denn davon krepiert man, wenn man nicht gerade das Glück auf seiner Seite hat.“